# Schneekarbahn
De Schneekar is een koppelbare stoeltjeslift gebouwd door Doppelmayr voor de Mayrhofner Bergbahnen. Hij is gebouwd in het jaar 2001 ter vervanging van een oude tweepersoons stoeltjeslift, die op dezelfde route naar boven ging. De reden waarom hij vervangen is, is waarschijnlijk omwille van de capaciteit (door de bouw van de Horbergbahn), die te laag werd bevonden en het verhogen van het comfort in dit deel van het skigebied.

## Prestaties
Men kan beschikken over 94 stoeltjes waarop 6 mensen kunnen plaatsnemen. De kabelbaan kan 5 meter per seconde. Al deze prestaties bij elkaar opgeteld zorgen voor een totale capaciteit van 2800 personen per uur.